# Gogol Bordello
Gogol Bordello é uma banda multiétnica de gypsy punk formada em Nova Iorque em 1999. Tornou-se conhecida por seu som, batizado como Gipsy Punk, que mescla música cigana do leste europeu, influências folclóricas eslavas e punk rock; e por suas performances teatrais envolvendo dança e arte de rua. Adam Sweeting, escrevendo para o The Guardian em 2003, disse que Gogol Bordello tem "sua fusão musical surpreendente de punk, polka, folk, rock, sleaze e disease. (...) [A] experiência viva de Gogol Bordello é um dilúvio de cinco dimensões. (...)" Comentando a agenda de shows para o Yahoo!, Regis Tadeu publicou uma crítica negativa para a banda em 2012: "Chega a ser inacreditável que muita gente tenha caído no conto desta farsa, que nada mais é que uma tentativa de capturar a atenção (...)"
Participaram no Live Earth de 2007, na performance da artista americana, Madonna.

## Integrantes

### Membros
- Eugene Hütz (voz, violão, percussão) - Ucrânia
- Sergey Ryabtsev (violino, vocal de apoio) - Rússia
- Yuri Lemeshev (acordeão, vocal de apoio) - Rússia
- Oren Kaplan (guitarra, vocal de apoio) - Israel
- Thomas Gobena (baixo vocal de apoio) - Etiópia
- Oliver Charles (bateria, vocal de apoio) – Trinidad/EUA
- Elizabeth Sun (percussão, vocal de apoio, dança, performance geral) - China/Escócia
- Pedro Erazo (percussão, MC) - Equador

### Ex-membros
- Karl Alvarez (baixo)
- Rea Mochiach (baixo, percussão, vocal de apoio) - Israel
- Sasha Kazatchkoff (acordeão)
- Vlad Solovar (guitarra) - Romênia
- Ori Kaplan - (saxofone, vocal de apoio) - Israel
- Susan Donaldson (percussão, vocal de apoio, dança, performance geral)
- James Ward (acordeão) Escócia
- Stevhen Iancu (acordeão) - Japão/Romênia
- Pamela Jintana Racine (percussão, vocal de apoio, dança, performance geral) - Tailândia/EUA
- Eliot Ferguson (bateria, vocal de apoio) – Flórida (EUA)

## Álbuns
- 1999: Voi-La Intruder – Rubric Records
- 2002: Multi Kontra Culti vs. Irony - Rubric Records
- 2005: Gypsy Punks: Underdog World Strike - SideOneDummy Records
- 2007: Super Taranta! - SideOneDummy Records
- 2010: Trans-Continental Hustle - American Records
- 2013: Pura Vida Conspiracy
- 2017: Seekers And Finders